# Stepsister from Planet Weird
Stepsister from Planet Weird (bra: Minha Irmã é um Extraterrestre) é um filme original do Disney Channel que foi lançado em junho de 2000. Dirigido por Steve Boyum, e estrelando Courtnee Draper, Tamara Hope, Lance Guest, and Khrystyne Haje.

## Sinopse
A jovem de 14 anos Megan Larson fica espantada ao descobrir que o exuberante novo namorado da mãe, Cosmo Cola, e sua filha aparentemente perfeita, Ariel, são na verdade alienígenas que se refugiaram na Terra.

## Elenco
| Ator/Atriz          | Personagem       |
| ------------------- | ---------------- |
| Courtnee Draper     | Megan Larson     |
| Tamara Hope         | Ariel Cola       |
| Lance Guest         | Cosmo Cola       |
| Khrystyne Haje      | Kathy Larson     |
| Vanessa Lee Chester | Michelle "Mikey" |
| Cecelia Specht      | Serena Soo       |
| Myles Jeffrey       | Trevor Larson    |
| Lauren Maltby       | Heather Hartman  |
| Tiriel Mora         | Fooop            |
| Henry Feagins       | Fanul            |
| Tiriel Mora         | S'Vad            |
| Tom Wright          | Cutter Colburne  |